# 克拉夫季娅·尼古拉耶娃
克拉夫季娅·伊万诺夫娜·尼古拉耶娃，（俄语：Кла́вдия Ива́новна Никола́ева，1893年6月13日—1944年12月28日），女，苏联革命家。曾任俄共（布）彼得格勒省委妇女部长兼宣传鼓动部长；俄共（布）中央委员会妇女工作部长；联共（布）中央鼓动与群众运动部长；苏联中央工会中央委员会书记、主席团成员等职务。

## 生平
- 1893年6月13日出生于圣彼得堡的一个工人家庭。幼年即做保姆补贴家用。1904年毕业于圣彼得堡的一所三年制小学。
- 1905年1月-1908年6月，圣彼得堡基什内尔印刷厂档案管理员。期间参与1905年俄国革命。
- 1908年6月被捕，判处监禁2个月。
- 1908年9月-1911年1月，圣彼得堡彭克斯印刷厂档案管理员。1909年加入俄国社会民主工党。1910年起参加圣彼得堡印刷工人红会。
- 1911年1月被捕，判处监禁6个月。
- 1911年7月-1913年11月，流亡大乌斯秋格市。
- 1913年12月-1914年2月，圣彼得堡戈利克斯印刷厂工人。
- 1914年2月被捕，判处监禁5个月。
- 1914年8月-1915年4月，巴拉诺夫斯基机械管道厂医疗基金秘书。
- 1915年4月-8月，被捕入狱。
- 1915年8月-1917年2月，流放叶尼塞省卡扎钦斯科耶村。期间，1916年6月-11月，叶尼塞省监狱关押。二月革命后返回彼得格勒。
- 1917年4月-1918年6月，布尔什维克《工人》杂志编辑。期间参加十月革命。
- 1918年6月-1920年1月，彼得格勒市社会保障副人民委员，革命法庭成员。
- 1919年-1924年，《工人》杂志编辑。期间，1920年2月-1921年2月，彼得格勒三角工厂工人。1921年2月-1924年6月，俄共（布）彼得格勒省委妇女部部长兼宣传鼓动部长。
- 1924年6月-1926年1月，俄共（布）中央委员会妇女工作部部长。
- 1926年1月-1928年1月，联共（布）中央委员会马列主义培训班学习。
- 1928年2月-1929年3月，联共（布）北高加索边疆区委宣传鼓动部长。
- 1929年3月-1930年8月，联共（布）北高加索边疆区委组织宣教部长。
- 1930年8月-1933年8月，联共（布）中央委员会鼓动和群众运动部部长。
- 1933年8月-1934年3月，联共（布）西西伯利亚边疆区委第二书记。
- 1934年3月-1936年9月，联共（布）伊万诺沃州工业区委第二书记。
- 1936年9月-1944年12月，苏联工会中央委员会书记、主席团委员。
- 1944年12月28日于莫斯科逝世，终年51岁。葬于克里姆林宫红场墓园。

尼古拉耶娃是俄共（布）11-13大，联共（布）14-18大，第12-18次代表会议代表；第13届中央组织委员、中央书记处候补书记，第14-16届中央候补委员，第17-18届中央委员；第1届苏联最高苏维埃联盟院代表。

## 荣誉
- 列宁勋章（1933）